# Eleições autárquicas portuguesas de 1979 no distrito de Évora
| Eleições autárquicas portuguesas de 1979 Distritos: Aveiro \| Beja \| Braga \| Bragança \| Castelo Branco \| Coimbra \| Évora \| Faro \| Guarda \| Leiria \| Lisboa \| Portalegre \| Porto \| Santarém \| Setúbal \| Viana do Castelo \| Vila Real \| Viseu \| Açores \| Madeira |

## Resultados por concelho
Os resultados nos concelhos do distrito de Évora foram os seguintes:

### Alandroal
| Partido                 | Partido                  | Votos | %               | +/-   | Vereadores | +/- |
| ----------------------- | ------------------------ | ----- | --------------- | ----- | ---------- | --- |
|                         | Aliança Povo Unido       | 3 288 | 64,43 / 100,00  | 8,51  | 4 / 5      | 1   |
|                         | Partido Social Democrata | 984   | 19,28 / 100,00  | 13,85 | 1 / 5      | 1   |
|                         | Partido Socialista       | 700   | 13,72 / 100,00  | 19,73 | 0 / 5      | 2   |
| Votos Inválidos         | Votos Inválidos          | 131   | 2,56 / 100,00   | 2,64  |            |     |
| Total                   | Total                    | 5 103 | 100,00 / 100,00 |       | 5 / 5      |     |
| Eleitorado/Participação | Eleitorado/Participação  | 6 467 | 78,91 / 100,00  | 9,58  |            |     |

### Arraiolos
| Partido                 | Partido                 | Votos | %               | +/-   | Vereadores | +/-  |
| ----------------------- | ----------------------- | ----- | --------------- | ----- | ---------- | ---- |
|                         | Aliança Povo Unido      | 3 761 | 62,58 / 100,00  | 3,36  | 4 / 5      | 1    |
|                         | Aliança Democrática     | 1 564 | 26,02 / 100,00  | Novo  | 1 / 5      | Novo |
|                         | Partido Socialista      | 566   | 9,42 / 100,00   | 23,23 | 0 / 5      | 2    |
| Votos Inválidos         | Votos Inválidos         | 119   | 1,98 / 100,00   | 2,72  |            |      |
| Total                   | Total                   | 6 010 | 100,00 / 100,00 |       | 5 / 5      |      |
| Eleitorado/Participação | Eleitorado/Participação | 7 100 | 84,65 / 100,00  | 7,08  |            |      |

### Borba
| Partido                 | Partido                 | Votos | %               | +/-   | Vereadores | +/- |
| ----------------------- | ----------------------- | ----- | --------------- | ----- | ---------- | --- |
|                         | Aliança Povo Unido      | 3 595 | 65,78 / 100,00  | 17,43 | 4 / 5      | 1   |
|                         | Partido Socialista      | 1 720 | 31,47 / 100,00  | 15,71 | 1 / 5      | 1   |
| Votos Inválidos         | Votos Inválidos         | 150   | 2,74 / 100,00   | 1,73  |            |     |
| Total                   | Total                   | 5 465 | 100,00 / 100,00 |       | 5 / 5      |     |
| Eleitorado/Participação | Eleitorado/Participação | 6 427 | 85,03 / 100,00  | 8,91  |            |     |

### Estremoz
| Partido                 | Partido                   | Votos  | %               | +/-   | Vereadores | +/-  |
| ----------------------- | ------------------------- | ------ | --------------- | ----- | ---------- | ---- |
|                         | Aliança Povo Unido        | 5 591  | 48,92 / 100,00  | 10,02 | 4 / 7      | 1    |
|                         | Aliança Democrática       | 4 348  | 38,04 / 100,00  | Novo  | 3 / 7      | Novo |
|                         | Partido Socialista        | 1 102  | 9,64 / 100,00   | 15,60 | 0 / 7      | 2    |
|                         | União Democrática Popular | 125    | 1,09 / 100,00   | -     | 0 / 7      | -    |
| Votos Inválidos         | Votos Inválidos           | 263    | 2,30 / 100,00   | 2,24  |            |      |
| Total                   | Total                     | 11 429 | 100,00 / 100,00 |       | 7 / 7      |      |
| Eleitorado/Participação | Eleitorado/Participação   | 14 067 | 81,25 / 100,00  | 10,84 |            |      |

### Évora
| Partido                 | Partido                   | Votos  | %               | +/-   | Vereadores | +/- |
| ----------------------- | ------------------------- | ------ | --------------- | ----- | ---------- | --- |
|                         | Aliança Povo Unido        | 15 995 | 52,08 / 100,00  | 10,60 | 4 / 7      | 1   |
|                         | Partido Social Democrata  | 9 216  | 30,00 / 100,00  | 19,03 | 2 / 7      | 1   |
|                         | Partido Socialista        | 4 449  | 14,48 / 100,00  | 18,65 | 1 / 7      | 2   |
|                         | União Democrática Popular | 384    | 1,25 / 100,00   | -     | 0 / 7      | -   |
|                         | PCTP/MRPP                 | 164    | 0,53 / 100,00   | -     | 0 / 7      | -   |
| Votos Inválidos         | Votos Inválidos           | 507    | 1,65 / 100,00   | 2,64  |            |     |
| Total                   | Total                     | 30 715 | 100,00 / 100,00 |       | 7 / 7      |     |
| Eleitorado/Participação | Eleitorado/Participação   | 38 217 | 80,37 / 100,00  | 6,99  |            |     |

### Montemor-o-Novo
| Partido                 | Partido                 | Votos  | %               | +/-   | Vereadores | +/-     |
| ----------------------- | ----------------------- | ------ | --------------- | ----- | ---------- | ------- |
|                         | Aliança Povo Unido      | 8 898  | 63,89 / 100,00  | 2,09  | 5 / 7      | Estável |
|                         | Aliança Democrática     | 2 833  | 20,34 / 100,00  | Novo  | 1 / 7      | Novo    |
|                         | Partido Socialista      | 1 986  | 14,26 / 100,00  | 12,60 | 1 / 7      | 1       |
| Votos Inválidos         | Votos Inválidos         | 210    | 1,51 / 100,00   | 1,81  |            |         |
| Total                   | Total                   | 13 927 | 100,00 / 100,00 |       | 7 / 7      |         |
| Eleitorado/Participação | Eleitorado/Participação | 15 848 | 87,88 / 100,00  | 5,95  |            |         |

### Mora
| Partido                 | Partido                   | Votos | %               | +/-   | Vereadores | +/-     |
| ----------------------- | ------------------------- | ----- | --------------- | ----- | ---------- | ------- |
|                         | Aliança Povo Unido        | 2 767 | 55,44 / 100,00  | 8,33  | 3 / 5      | Estável |
|                         | Aliança Democrática       | 1 729 | 34,64 / 100,00  | Novo  | 2 / 5      | Novo    |
|                         | Partido Socialista        | 313   | 6,27 / 100,00   | 40,24 | 0 / 5      | 2       |
|                         | União Democrática Popular | 38    | 0,76 / 100,00   | -     | 0 / 5      | -       |
| Votos Inválidos         | Votos Inválidos           | 144   | 2,88 / 100,00   | 0,91  |            |         |
| Total                   | Total                     | 4 991 | 100,00 / 100,00 |       | 5 / 5      |         |
| Eleitorado/Participação | Eleitorado/Participação   | 5 843 | 85,42 / 100,00  | 6,75  |            |         |

### Mourão
| Partido                 | Partido                  | Votos | %               | +/-   | Vereadores | +/- |
| ----------------------- | ------------------------ | ----- | --------------- | ----- | ---------- | --- |
|                         | Partido Social Democrata | 815   | 39,43 / 100,00  | -     | 2 / 5      | -   |
|                         | Aliança Povo Unido       | 696   | 33,67 / 100,00  | 10,82 | 2 / 5      | 1   |
|                         | Partido Socialista       | 468   | 22,64 / 100,00  | 44,61 | 1 / 5      | 3   |
| Votos Inválidos         | Votos Inválidos          | 88    | 4,26 / 100,00   | 5,64  |            |     |
| Total                   | Total                    | 2 067 | 100,00 / 100,00 |       | 5 / 5      |     |
| Eleitorado/Participação | Eleitorado/Participação  | 2 701 | 76,53 / 100,00  | 19,09 |            |     |

### Portel
| Partido                 | Partido                  | Votos | %               | +/-   | Vereadores | +/- |
| ----------------------- | ------------------------ | ----- | --------------- | ----- | ---------- | --- |
|                         | Aliança Povo Unido       | 3 229 | 63,33 / 100,00  | 6,57  | 4 / 5      | 1   |
|                         | Partido Socialista       | 1 176 | 23,06 / 100,00  | 13,39 | 1 / 5      | 1   |
|                         | Partido Social Democrata | 551   | 10,81 / 100,00  | -     | 0 / 5      |     |
| Votos Inválidos         | Votos Inválidos          | 143   | 2,81 / 100,00   | 3,98  |            |     |
| Total                   | Total                    | 5 099 | 100,00 / 100,00 |       | 5 / 5      |     |
| Eleitorado/Participação | Eleitorado/Participação  | 6 453 | 79,02 / 100,00  | 6,84  |            |     |

### Redondo
| Partido                 | Partido                  | Votos | %               | +/-  | Vereadores | +/-     |
| ----------------------- | ------------------------ | ----- | --------------- | ---- | ---------- | ------- |
|                         | Aliança Povo Unido       | 2 474 | 52,83 / 100,00  | 5,82 | 3 / 5      | Estável |
|                         | Partido Social Democrata | 1 269 | 27,10 / 100,00  | 5,93 | 1 / 5      | Estável |
|                         | Partido Socialista       | 844   | 18,02 / 100,00  | 6,73 | 1 / 5      | Estável |
| Votos Inválidos         | Votos Inválidos          | 96    | 2,05 / 100,00   | 5,02 |            |         |
| Total                   | Total                    | 4 683 | 100,00 / 100,00 |      | 5 / 5      |         |
| Eleitorado/Participação | Eleitorado/Participação  | 6 588 | 71,08 / 100,00  | 8,09 |            |         |

### Reguengos de Monsaraz
| Partido                 | Partido                 | Votos | %               | +/-   | Vereadores | +/-     |
| ----------------------- | ----------------------- | ----- | --------------- | ----- | ---------- | ------- |
|                         | Partido Socialista      | 3 303 | 47,10 / 100,00  | 6,30  | 2 / 5      | 1       |
|                         | Aliança Povo Unido      | 2 210 | 31,52 / 100,00  | 1,00  | 2 / 5      | Estável |
|                         | Aliança Democrática     | 1 286 | 18,34 / 100,00  | Novo  | 1 / 5      | Novo    |
| Votos Inválidos         | Votos Inválidos         | 213   | 3,04 / 100,00   | 1,50  |            |         |
| Total                   | Total                   | 7 012 | 100,00 / 100,00 |       | 5 / 5      |         |
| Eleitorado/Participação | Eleitorado/Participação | 9 049 | 77,49 / 100,00  | 10,83 |            |         |

### Vendas Novas
| Partido                 | Partido                 | Votos | %               | +/-   | Vereadores | +/-     |
| ----------------------- | ----------------------- | ----- | --------------- | ----- | ---------- | ------- |
|                         | Aliança Povo Unido      | 3 801 | 53,82 / 100,00  | 5,69  | 3 / 5      | Estável |
|                         | Aliança Democrática     | 2 090 | 29,60 / 100,00  | Novo  | 1 / 5      | Novo    |
|                         | Partido Socialista      | 1 048 | 14,84 / 100,00  | 22,36 | 1 / 5      | 2       |
| Votos Inválidos         | Votos Inválidos         | 123   | 1,74 / 100,00   | 2,42  |            |         |
| Total                   | Total                   | 7 062 | 100,00 / 100,00 |       | 5 / 5      |         |
| Eleitorado/Participação | Eleitorado/Participação | 8 469 | 83,39 / 100,00  | 13,01 |            |         |

### Viana do Alentejo
| Partido                 | Partido                   | Votos | %               | +/-   | Vereadores | +/- |
| ----------------------- | ------------------------- | ----- | --------------- | ----- | ---------- | --- |
|                         | Aliança Povo Unido        | 2 271 | 60,24 / 100,00  | 9,68  | 4 / 5      | 1   |
|                         | Partido Socialista        | 732   | 19,42 / 100,00  | 16,55 | 1 / 5      | 1   |
|                         | Partido Social Democrata  | 564   | 14,96 / 100,00  | -     | 0 / 5      | -   |
|                         | União Democrática Popular | 71    | 1,88 / 100,00   | -     | 0 / 5      | -   |
| Votos Inválidos         | Votos Inválidos           | 132   | 3,50 / 100,00   | 4,82  |            |     |
| Total                   | Total                     | 3 770 | 100,00 / 100,00 |       | 5 / 5      |     |
| Eleitorado/Participação | Eleitorado/Participação   | 4 904 | 76,88 / 100,00  | 7,19  |            |     |

### Vila Viçosa
| Partido                 | Partido                  | Votos | %               | +/-   | Vereadores | +/-     |
| ----------------------- | ------------------------ | ----- | --------------- | ----- | ---------- | ------- |
|                         | Aliança Povo Unido       | 2 507 | 51,93 / 100,00  | 3,54  | 3 / 5      | Estável |
|                         | Partido Social Democrata | 1 471 | 30,47 / 100,00  | -     | 2 / 5      | -       |
|                         | Partido Socialista       | 715   | 14,81 / 100,00  | 13,87 | 0 / 5      | 1       |
| Votos Inválidos         | Votos Inválidos          | 135   | 2,80 / 100,00   | 0,95  |            |         |
| Total                   | Total                    | 4 828 | 100,00 / 100,00 |       | 5 / 5      |         |
| Eleitorado/Participação | Eleitorado/Participação  | 6 484 | 74,46 / 100,00  | 2,82  |            |         |